# Zakłady Mechaniczne „Tarnów”
Zakłady Mechaniczne „Tarnów” S.A. – założone w 1917 przedsiębiorstwo produkcyjno-usługowe z Tarnowa, specjalizujące się obecnie w produkcji karabinów maszynowych kalibru 7,62 mm i 12,7 mm, karabinów wyborowych, zestawów przeciwlotniczych i granatników 40 mm.

## Historia

### W latach 1917–1945

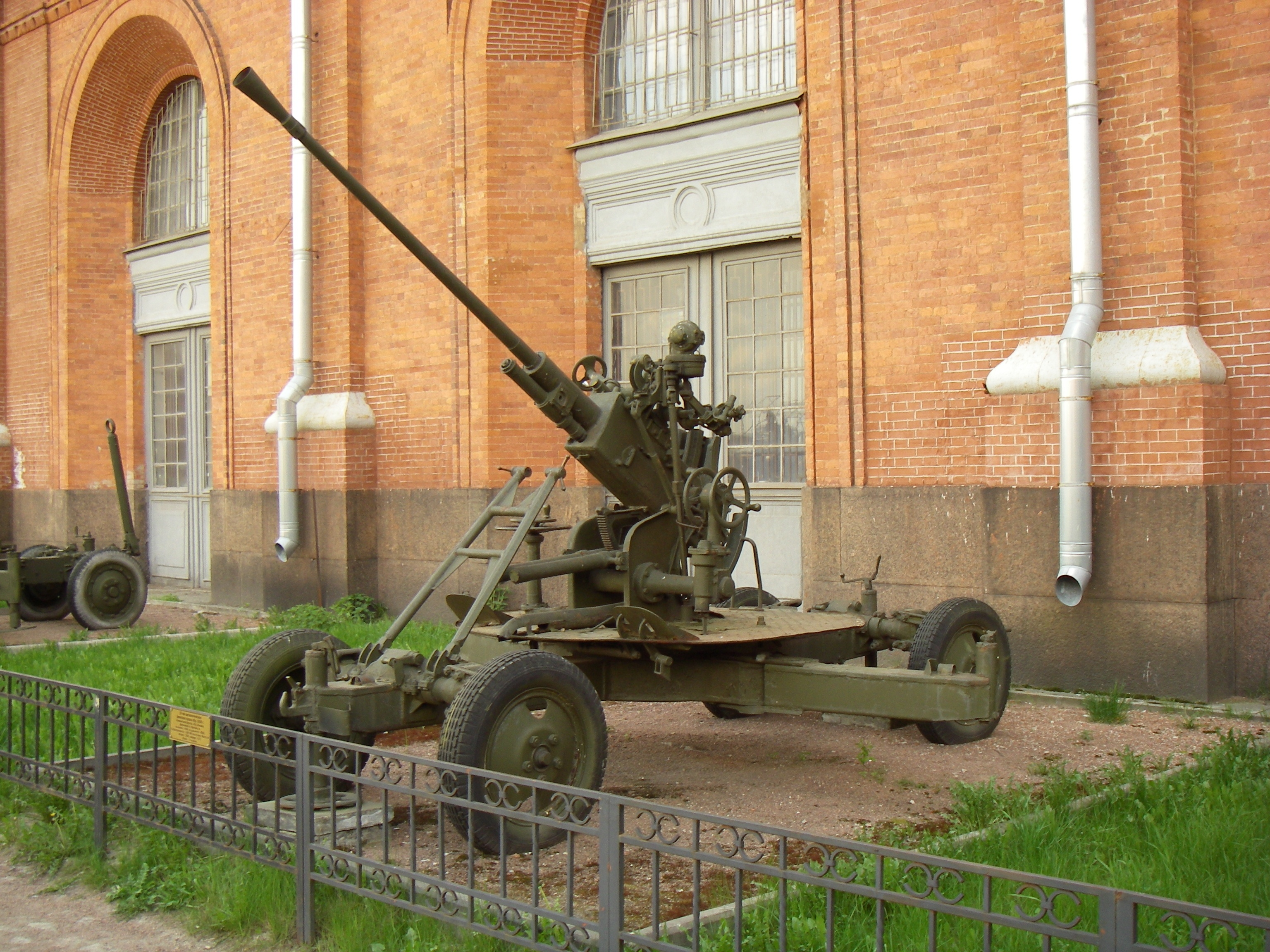
37 mm armata przeciwlotnicza wz. 1939 (61-K)

Początki zakładów sięgają 1914, kiedy to zaczęto organizować w Tarnowie warsztaty naprawcze taboru kolejowego, uruchomione w 1917.
Pierwsze połączenie kolejowe (linia łącząca Tarnów z Krakowem i Dębicą) miasto uzyskało w 1856. Na początku XX wieku Tarnów był już ważnym węzłem kolejowym Galicji. Wzrost znaczenia transportu kolejowego oraz fakt, że po wybuchu I wojny światowej Tarnów stał się miastem przyfrontowym, przez który przechodziły kolejowe transporty wojskowe, zrodził potrzebę zorganizowania w mieście warsztatów kolejowych.
W 1917 uruchomiono warsztaty naprawcze taboru kolejowego, początkowo zajmujące się naprawą wagonów towarowych, a następnie osobowych. Po odzyskaniu przez Polskę niepodległości warsztaty zostały rozbudowane, wchodziły w skład Polskich Kolei Państwowych, zostały największym zakładem miasta. W latach 30. XX w. były drugim (po Państwowej Fabryce Związków Azotowych) co do liczby zatrudnionych osób pracodawcą w powiecie. Podczas okupacji niemieckiej warsztaty dalej prowadziły swoją działalność, zwiększając zatrudnienie do 4500 osób. W 1944 Niemcy wywieźli wyposażenie, a to, czego nie udało się wywieźć, zostało zniszczone.

### Okres powojenny

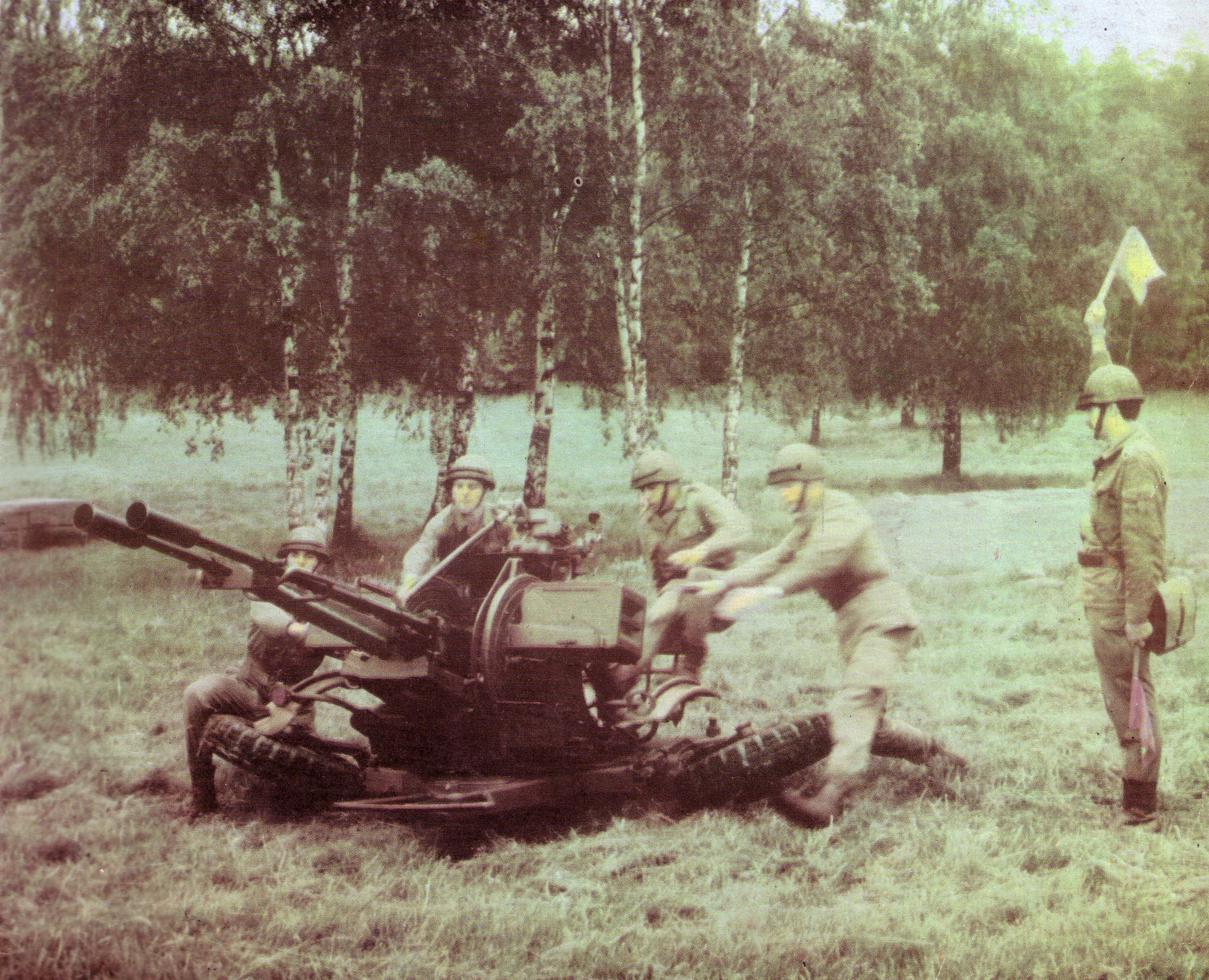
ZU-23-2 SZ PRL

Po wojnie zakład został odbudowany. Pod koniec lat 40. XX wieku Zakłady Naprawcze Parowozów i Wagonów Nr 4 zatrudniały 2500 osób. W 1951 na mocy porozumienia między Ministerstwem Kolei a Ministerstwem Przemysłu Ciężkiego zakłady naprawcze zostały przeniesione do resortu przemysłu ciężkiego i przemianowane na Zakłady Mechaniczne Tarnów. W 1952 rozpoczęto tworzenie zaplecza technicznego i wdrożono nowe technologie mające służyć produkcji uzbrojenia i sprzętu wojskowego.
Pierwszym licencyjnym sprzętem wojskowym, którego produkcję uruchomiono w Tarnowie, była 37 mm armata przeciwlotnicza wz. 1939 (61-K) z celownikiem AZP-37-1. Kolejnym produktem zakładów były 37 mm działka lotnicze N-37D, montowane w samolotach produkowanych na licencji w PZL-WSK Mielec, MiG-15 (Lim-1), MiG-15bis (Lim-2) i MiG-17F (oraz ich odmianach). W drugiej połowie lat 50. XX w. nastąpił spadek produkcji na rzecz wojska, zakłady zaczęły szukać innych możliwości produkcji. Uruchomiono wówczas produkcję tokarek, narzędzi do obróbki skrawaniem i obrabiarek, które znalazły szerokie zastosowanie w przemyśle cywilnym – ten profil produkcji utrzymuje się do dzisiaj.
Pod koniec lat 50. XX wieku nastąpił ponowny wzrost produkcji wojskowej. W Tarnowie produkowane były wówczas 57 mm armaty przeciwlotnicze S-60, podwozia dla moździerzy i urządzeń radiolokacyjnych, karabin maszynowy KPWT dla transporterów opancerzonych SKOT. W połowie lat 60. XX w. produkcja wojskowa ponownie spadła, a zakład skupił się na obrabiarkach i urządzeniach chłodniczych. Kontrolę nad zakładem przejęło Zjednoczenie Przemysłu Obrabiarek i Narzędzi Ponar; oficjalna nazwa brzmiała wówczas Zakłady Mechaniczne Ponar – Tarnów. W 1970 powrócono w Tarnowie do produkcji na rzecz wojska. W 1971 z zakładów wydzielono Ośrodek Badawczo Rozwojowy Sprzętu Mechanicznego, którego zadaniem miało być prowadzenie prac nad modernizacją i rozwojem uzbrojenia przeciwlotniczego. W 1972 uruchomiono produkcję armaty przeciwlotniczej ZU-23-2 i karabinu maszynowego 12,7 mm DSzKM. Produkowano również wyroby własnej myśli technicznej – opracowaną w Wojskowym Instytucie Technicznym Uzbrojenia 23 mm lufę wkładkową wz. 67 i jej ulepszoną wersję wz. 73 do 100 mm armat czołgowych T-55, a w 1979 armatę morską ZU-23-2M Wróbel. Pod koniec lat 70. XX w. uruchomiono produkcję karabinu maszynowego NSW oraz jego podstawy czołgowej. Ostatnimi licencyjnymi produktami produkowanymi w Tarnowie były lufy i części do armat morskich 25 mm 2M-3 i 2M-3M i 30 mm AK-230M oraz części mechaniczne do celownika peryskopowego samobieżnej haubicy 2S1 Goździk.

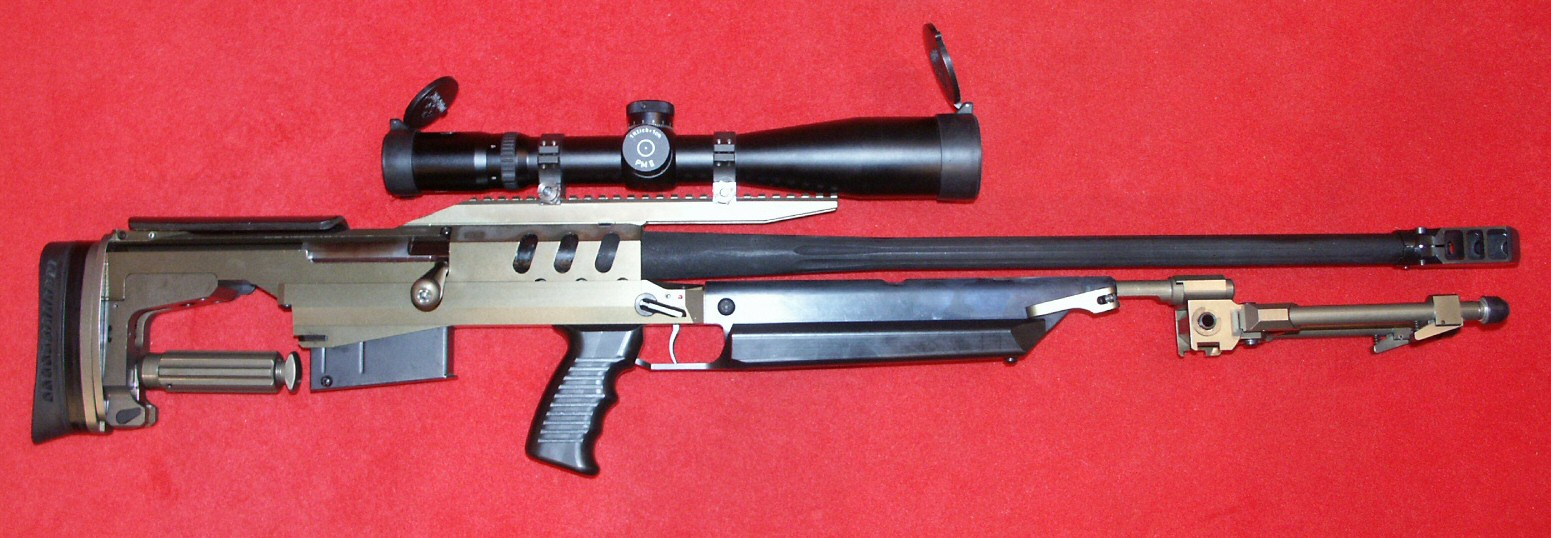
Karabin wyborowy Bor

Od lat 80. XX wieku zakłady produkują sprzęt krajowy lub modernizują wyroby licencyjne. W 1982 rozpoczęto produkcję automatycznej wyrzutni granatów łzawiących AWGŁ-3, której odbiorcą było Ministerstwo Spraw Wewnętrznych. Jednym z największych wyzwań technologicznych dla tarnowskich zakładów było uruchomienie produkcji przeciwlotniczych zestawów artyleryjsko-rakietowych ZU-23-2MR Wróbel II. Przemiany lat 80. XX w., rozpad ZSRR, a w konsekwencji spadek zamówień na sprzęt wojskowy spowodowały ponowny wzrost znaczenia produkcji cywilnej – rozpoczęto produkcję obrabiarek sterowanych numerycznie.
W latach 90. XX w. kontynuowano modernizację produkowanego sprzętu, ale impulsem do wzrostu znaczenia militarnej części produkcji było przystąpienie Polski do NATO w 1999 roku. Rozpoczęto przystosowywanie produkowanego uzbrojenia do strzelania nową natowską amunicją, między innymi przystosowano granatnik rodziny Pallad do strzelania 40 mm pociskiem. Nowymi produktami były karabiny maszynowe rodziny UKM-2000 skonstruowane na bazie licencyjnego PKM, którego produkcję przeniesiono do Tarnowa w 2003 roku z HCP z Poznania. Nadal UKM-2000 jest produkowany w ZMT. Najnowszym karabinem ZMT jest Bor kal. .338 LM. Najmocniejszym karabinem wyborowym z ZMT jest Tor. ZMT skonstruowały także prototypowy granatnik automatyczny GA-40.

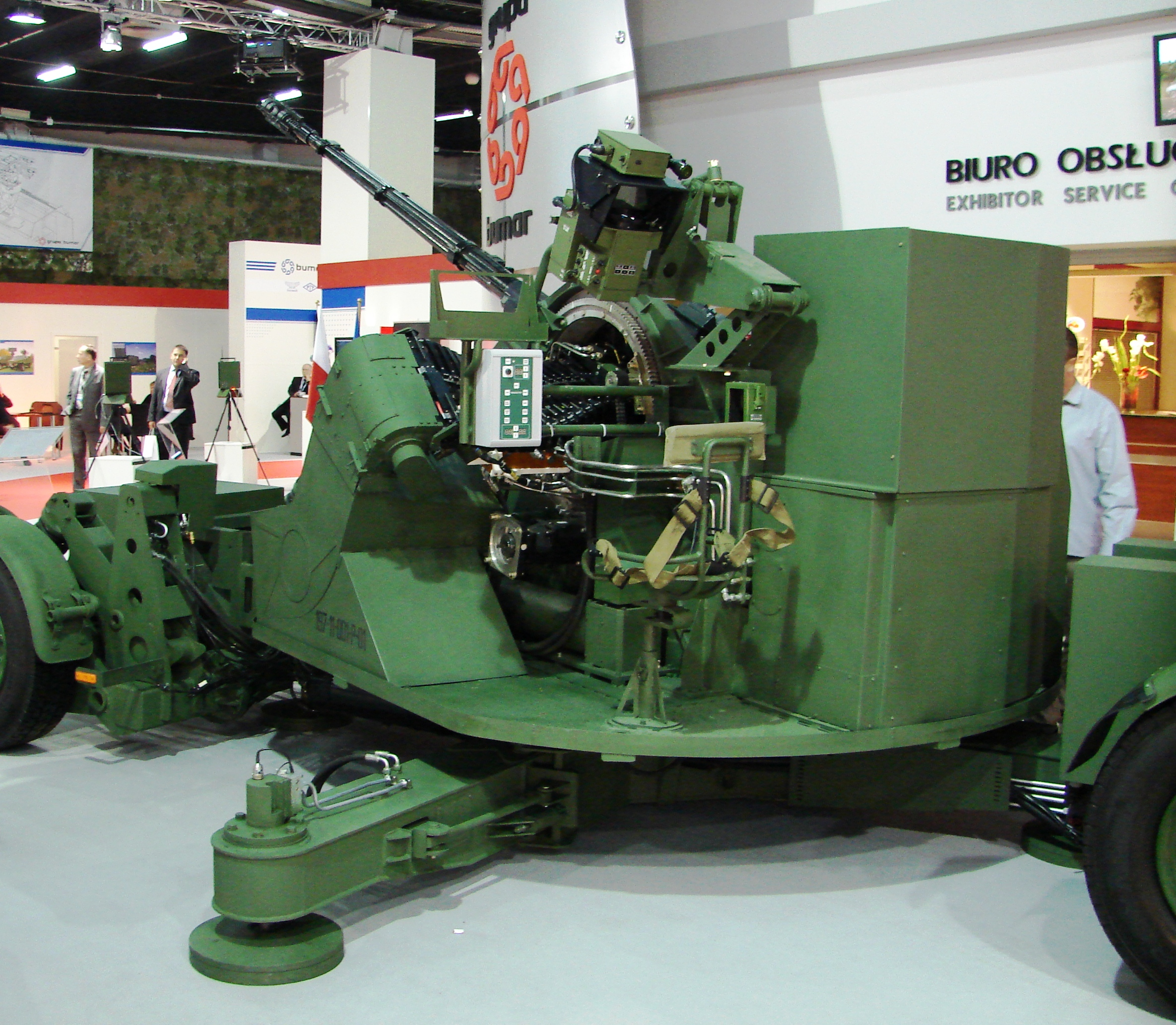
Prototyp ZSSP-35 na targach MSPO2011

Tarnowskie zakłady poza produkcją zajmują się również działalnością usługową, taką jak: cięcie blach techniką laserową, gięcie blach stalowych, rur i prętów, usługi spawalnicze, hartowanie, wyżarzanie i nawęglanie elementów stalowych, usługi galwaniczne i w zakresie obróbki skrawaniem. 
W 2002 powstała Grupa Kapitałowa Bumar, w której skład weszły tarnowskie zakłady. W 2010 dostarczyły elementy do polskiego lekkiego czołgu Anders. 2 lipca 2012 z Zakładami Mechanicznymi „Tarnów” S.A. został połączony Ośrodek Badawczo Rozwojowy Sprzętu Mechanicznego Sp. z o.o. w Tarnowie. Od 2015 Zakłady Mechaniczne „Tarnów” S.A. są członkiem Polskiej Grupy Zbrojeniowej.

## Wybrane produkty

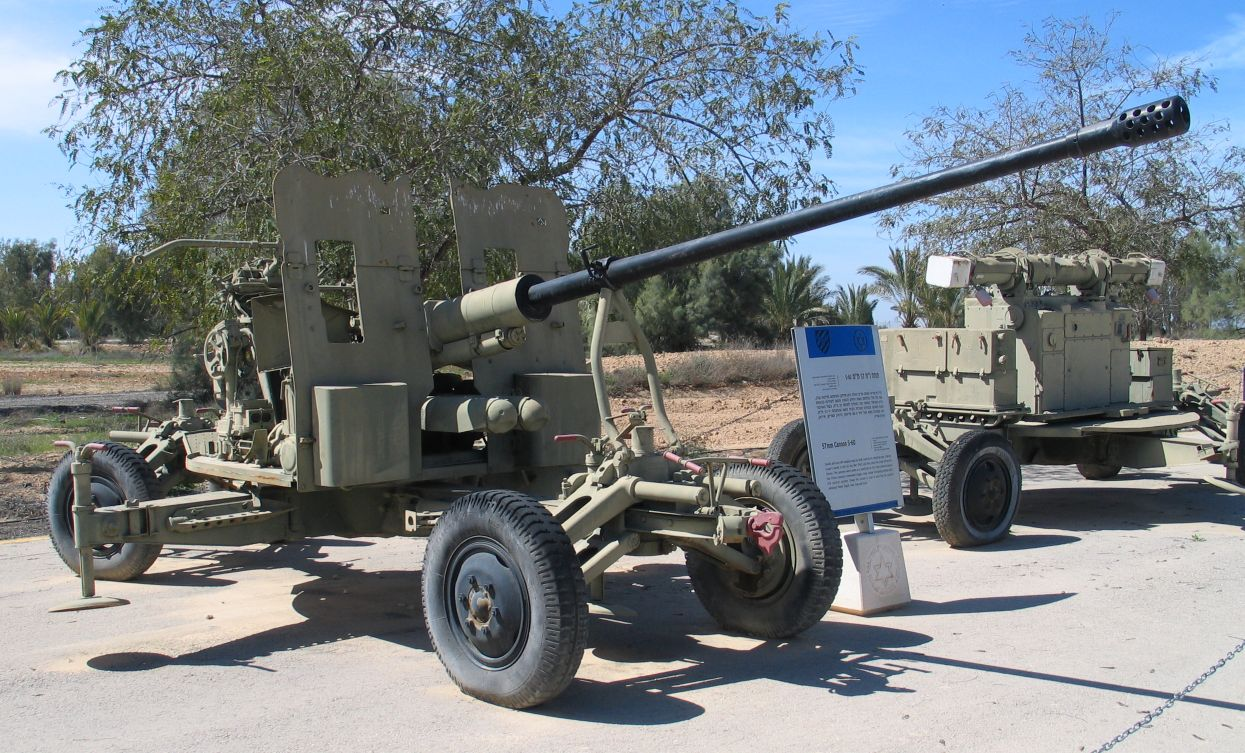
57 mm armata przeciwlotnicza S-60

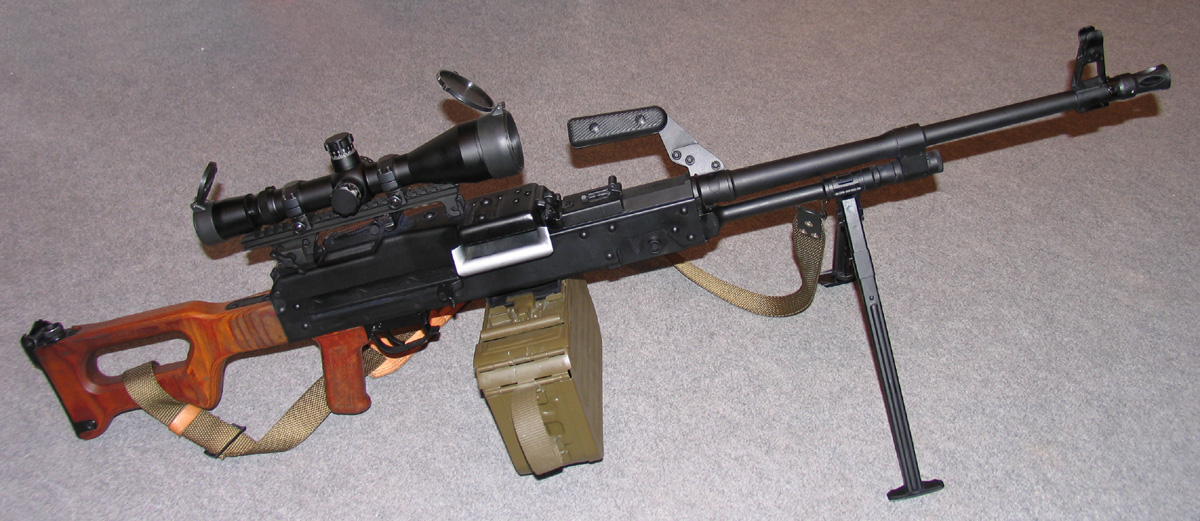
Karabin maszynowy UKM-2000

- System Broni Modułowej MWS-15 - kal. .223Rem, 5,56x45 mm NATO, .300BLK
- System Broni Modułowej MWS-25 - kal. .308Win, 7,62x51 mm NATO, 6,5 Creedmoor
- System Broni Modułowej MWS-38 - kal. .338LM, 8,6x70 mm
- Powtarzalny karabin wyborowy BOR kal. .308Win, 7,62x51 mm NATO
- Powtarzalny karabin wyborowy ALEX-338 kal. .338LM, 8,6x70 mm
- Wielkokalibrowe karabiny wyborowe WKW TOR, ZMT WKW .50 kal. 12,7x99 mm .50BMG
- Uniwersalne karabiny maszynowe UKM-2000P, UKM-2020S, UKM-2000C kal. 7,62x51 mm, 308Win
- Wielkokalibrowe karabiny maszynowe WKM-B kal. 12,7x99 mm, .50BMG oraz NSW Utios kal. 12,7x108 mm
- Granatnik RGP-40
- Lekkie moździerze LM-60D, LMP-2017 kal. 60 mm oraz LMC-2021 kal. 60,7 mm
- Armata przeciwlotnicze i rakietowo-artyleryjskie ZUR-23-2KG JODEK-G, ZU-23-2CP, ZU-23-2MR WRÓBEL-II
- Przeciwlotniczy system rakietowo-artyleryjski PSR-A Pilica[7]
- Samobieżny przeciwlotniczy zestaw artyleryjsko-rakietowy ZSU-23-4MP Biała
- Zdalnie sterowane moduły uzbrojenia  ZSMU A3, ZSMU A3B ZSMU A5
- Kryta mobilna strzelnica ćwiczebna w kontenerach 40FT HC
- Lekki obserwacyjno-obronny kontener LOOK

## Produkty rozwijane
- Napędowy karabin maszynowy WLKM-12,7 Szafir
- Zdalnie sterowany system przeciwlotniczy ZSSP-35